# Patrick Beverley
Patrick Beverley (Chicago, 12 luglio 1988) è un cestista statunitense, professionista con l' Hapoel Tel Aviv.

## Caratteristiche tecniche
È un giocatore dotato di ottima mobilità e agilità e, nonostante l'altezza sotto la media per il suo ruolo, riesce a difendere su guardie più prestanti e alte di lui. Grazie ad una notevole durezza mentale, la difesa asfissiante riversata sul suo avversario, gli permette di essere considerato uno dei migliori difensori perimetrali della lega, come testimoniano i 2 inserimenti nei quintetti difensivi. Spesso la sua durezza (dovuta alla grande foga agonistica che mette in campo) lo ha anche portato ad avere risse con gli avversari, che talvolta provoca praticando il trash talking.

## Carriera

### Houston Rockets (2013-2017)

#### Stagione 2012-13
Il 7 gennaio 2013, Beverley firmò un accordo pluriennale con gli Houston Rockets e fu immediatamente assegnato ai Rio Grande Valley Vipers della NBA Development League. Nella sua prima stagione a Houston, tiene una media di 5,6 punti, 2,7 rimbalzi, 2,9 assist e 0,9 palle rubate in 41 partite. In gara 2 al primo round dei playoff contro gli Oklahoma City Thunder, è partito titolare per la prima volta in carriera e ha messo a referto 16 punti, 12 rimbalzi, 6 assist, 2 palle rubate e una stoppata. Tuttavia i Rockets perderanno la serie in sei partite.

#### Stagione 2013-14
Beverley ha avuto una stagione tormentata a causa di un infortunio, giocando solo 56 delle 82 partite. Il 2 giugno 2014 è stato inserito nel NBA All-Defensive Second Team.

#### Stagione 2014-15

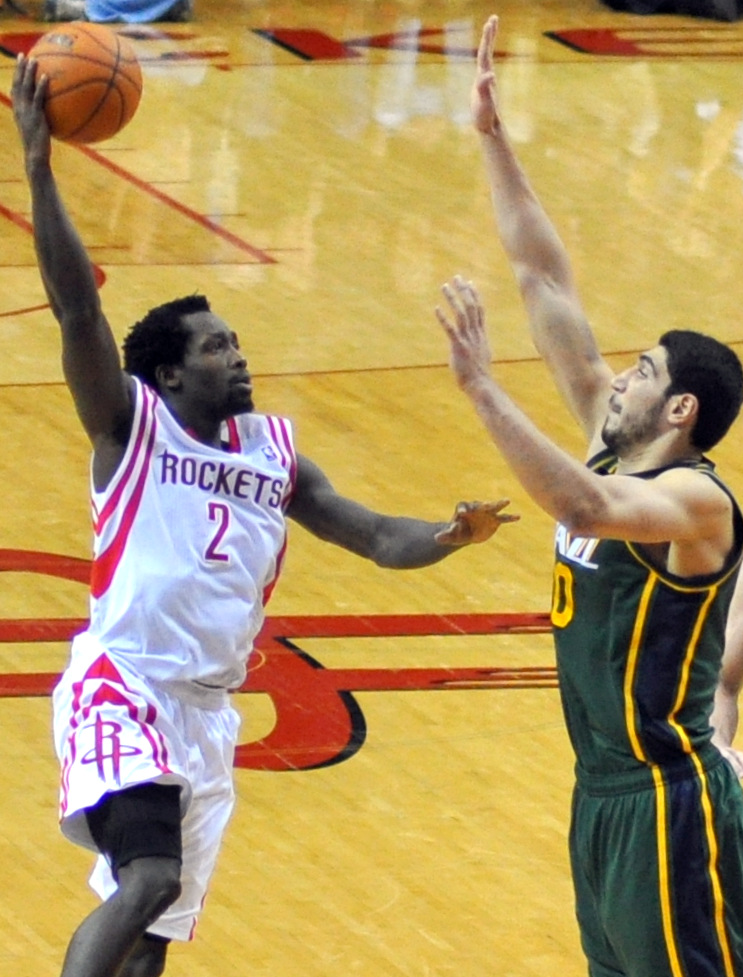
Beverley al tiro contro Enes Kanter

Il 30 marzo 2015, è stato escluso per il resto della stagione a causa di un infortunio al polso sinistro, giocando anche in questa stagione 56 partite in totale.

#### Stagione 2015-16
Il 9 luglio 2015 ha firmato con i Rockets un accordo quadriennale da 23 milioni. Il 18 marzo 2016, ha registrato 18 punti e 10 assist in una vittoria 116-111 contro i Minnesota Timberwolves. Il 31 marzo, ha segnato 22 punti nella sconfitta per 103-100 contro i Chicago Bulls.

#### Stagione 2016-17
Ha fatto il suo debutto stagionale il 17 novembre 2016 dopo aver saltato le prime 11 partite. Limitato a 25 minuti, Beverley segna 11 punti, 3 assist e 3 stoppate contro i Portland Trail Blazers. Il 2 aprile 2017, ha segnato 26 punti, record personale in carriera contro i Phoenix Suns. Alla fine della stagione, Beverley è stato inserito nel NBA All-Defensive First Team per la prima volta in carriera, diventando il quarto giocatore nella storia della franchigia da Scottie Pippen nel 1998-99.

### Los Angeles Clippers (2017-2021)
Il 28 giugno 2017, i Los Angeles Clippers hanno acquisito Beverley, Sam Dekker, Montrezl Harrell, Darrun Hilliard, DeAndre Liggins, Lou Williams, Kyle Wiltjer e una prima scelta al Draft 2018 degli Houston Rockets in cambio di Chris Paul. Nel suo debutto per i Clippers il 19 ottobre 2017, Beverley ha segnato 10 punti in una vittoria 108-92 sui Los Angeles Lakers. Il 22 novembre 2017 ha saltato il resto della stagione dopo aver subito una riparazione arteriosa del menisco laterale e una procedura di microfrattura sul ginocchio destro.
Torna a disposizione solo nella stagione successiva. Il 4 dicembre 2018 ha ricevuto una multa di 25.000 dollari dall'NBA per avere lanciato un pallone contro un tifoso che lo aveva insultato pesantemente e più volte durante la partita contro i Dallas Mavericks giocata (e persa per 114-110) il giorno prima.. Il primo luglio allunga il contratto con i Clippers con un triennale da 40 milioni di dollari.

### Chicago Bulls (2023-)
Dopo due brevi esperienze ai Timberwolves e ai Lakers viene scambiato ai Chicago Bulls.

## Statistiche

### NCAA
| Anno      | Squadra         | PG | PT | MP   | TC%  | 3P%  | TL%  | RP  | AP  | PRP | SP  | PP   |
| --------- | --------------- | -- | -- | ---- | ---- | ---- | ---- | --- | --- | --- | --- | ---- |
| 2006-2007 | Ark. Razorbacks | 35 | 34 | 34,4 | 42,7 | 38,6 | 81,2 | 4,5 | 3,1 | 1,7 | 0,4 | 13,9 |
| 2007-2008 | Ark. Razorbacks | 35 | 33 | 33,8 | 41,2 | 37,8 | 64,4 | 6,6 | 2,4 | 1,3 | 0,5 | 12,1 |
| Carriera  | Carriera        | 70 | 67 | 34,1 | 42,0 | 38,2 | 73,0 | 5,5 | 2,8 | 1,5 | 0,4 | 13,0 |

#### Massimi in carriera
- Massimo di punti: 29 vs Southeast Missouri State (10 novembre 2006)[16]
- Massimo di rimbalzi: 15 vs Louisiana State (26 gennaio 2008)
- Massimo di assist: 7 vs Texas-Austin (20 dicembre 2006)
- Massimo di palle rubate: 5 (2 volte)
- Massimo di stoppate: 3 vs Oral Roberts (1º dicembre 2007)
- Massimo di minuti giocati: 40 (3 volte)

### NBA

#### Regular Season
| Anno      | Squadra            | PG  | PT  | MP   | TC%  | 3P%  | TL%  | RP  | AP  | PRP | SP  | PP   |
| --------- | ------------------ | --- | --- | ---- | ---- | ---- | ---- | --- | --- | --- | --- | ---- |
| 2012-2013 | Houston Rockets    | 41  | 0   | 17,4 | 41,8 | 37,5 | 82,9 | 2,7 | 2,9 | 0,9 | 0,5 | 5,6  |
| 2013-2014 | Houston Rockets    | 56  | 55  | 31,3 | 41,4 | 36,1 | 81,4 | 3,5 | 2,7 | 1,4 | 0,4 | 10,2 |
| 2014-2015 | Houston Rockets    | 56  | 55  | 30,8 | 38,3 | 35,6 | 75,0 | 4,2 | 3,4 | 1,1 | 0,4 | 10,1 |
| 2015-2016 | Houston Rockets    | 71  | 63  | 28,7 | 43,4 | 40,0 | 68,2 | 3,5 | 3,4 | 1,3 | 0,4 | 9,9  |
| 2016-2017 | Houston Rockets    | 67  | 67  | 30,7 | 42,0 | 38,3 | 76,8 | 5,9 | 4,2 | 1,5 | 0,4 | 9,5  |
| 2017-2018 | L.A. Clippers      | 11  | 11  | 30,4 | 40,3 | 40,0 | 82,4 | 4,1 | 2,9 | 1,7 | 0,5 | 12,2 |
| 2018-2019 | L.A. Clippers      | 78  | 49  | 27,4 | 40,7 | 39,7 | 78,0 | 5,0 | 3,8 | 0,9 | 0,6 | 7,6  |
| 2019-2020 | L.A. Clippers      | 51  | 50  | 26,3 | 43,1 | 38,8 | 66,0 | 5,2 | 3,6 | 1,1 | 0,5 | 7,9  |
| 2020-2021 | L.A. Clippers      | 37  | 34  | 22,5 | 42,3 | 39,7 | 80,0 | 3,2 | 2,1 | 0,8 | 0,8 | 7,5  |
| 2021-2022 | Minnesota T'wolves | 58  | 54  | 25,4 | 40,6 | 34,3 | 72,2 | 4,1 | 4,6 | 1,2 | 0,9 | 9,2  |
| 2022-2023 | L.A. Lakers        | 45  | 45  | 26,9 | 40,2 | 34,8 | 78,0 | 3,1 | 2,6 | 0,9 | 0,6 | 6,4  |
| 2022-2023 | Chicago Bulls      | 22  | 22  | 27,5 | 39,5 | 30,9 | 53,3 | 4,9 | 3,5 | 1,0 | 0,7 | 5,8  |
| 2023-2024 | Philadelphia 76ers | 47  | 5   | 19,6 | 43,2 | 32,1 | 81,0 | 3,1 | 3,1 | 0,5 | 0,4 | 6,3  |
| 2023-2024 | Milwaukee Bucks    | 26  | 8   | 20,9 | 39,1 | 36,1 | 85,2 | 3,6 | 2,6 | 0,7 | 0,5 | 6,0  |
| Carriera  | Carriera           | 666 | 518 | 26,6 | 41,3 | 37,1 | 76,0 | 4,1 | 3,4 | 1,1 | 0,5 | 8,3  |

#### Play-off
| Anno     | Squadra            | PG | PT | MP   | TC%  | 3P%  | TL%  | RP  | AP  | PRP | SP  | PP   |
| -------- | ------------------ | -- | -- | ---- | ---- | ---- | ---- | --- | --- | --- | --- | ---- |
| 2013     | Houston Rockets    | 6  | 5  | 33,3 | 43,1 | 33,3 | 100  | 5,5 | 2,8 | 1,2 | 0,7 | 11,8 |
| 2014     | Houston Rockets    | 6  | 6  | 33,7 | 38,0 | 31,8 | 70,0 | 4,2 | 1,8 | 0,5 | 0,3 | 8,7  |
| 2016     | Houston Rockets    | 5  | 5  | 25,8 | 27,0 | 21,4 | 100  | 4,4 | 2,2 | 0,4 | 0,4 | 5,8  |
| 2017     | Houston Rockets    | 11 | 11 | 29,5 | 41,3 | 40,4 | 78,6 | 5,5 | 4,2 | 1,5 | 0,2 | 11,1 |
| 2019     | L.A. Clippers      | 6  | 6  | 32,5 | 42,6 | 43,3 | 75,0 | 8,0 | 4,7 | 1,0 | 1,0 | 9,8  |
| 2020     | L.A. Clippers      | 8  | 8  | 20,8 | 51,3 | 36,4 | 50,0 | 4,1 | 2,4 | 1,0 | 0,4 | 6,3  |
| 2021     | L.A. Clippers      | 17 | 7  | 19,0 | 42,6 | 35,1 | 85,7 | 2,4 | 1,4 | 0,7 | 0,7 | 4,9  |
| 2022     | Minnesota T'wolves | 6  | 6  | 32,3 | 42,9 | 34,6 | 68,2 | 3,2 | 4,8 | 1,2 | 1,2 | 11,0 |
| 2024     | Milwaukee Bucks    | 6  | 6  | 35,0 | 41,0 | 36,4 | 86,7 | 3,3 | 5,5 | 1,0 | 0,7 | 8,2  |
| Carriera | Carriera           | 71 | 60 | 27,4 | 41,4 | 36,1 | 79,0 | 4,3 | 2,9 | 0,9 | 0,6 | 8,2  |

#### Massimi in carriera
- Massimo di punti: 26 vs Phoenix Suns (2 aprile 2017)[17]
- Massimo di rimbalzi: 16 vs Boston Celtics (20 novembre 2019)
- Massimo di assist: 12 (3 volte)
- Massimo di palle rubate: 6 (2 volte)
- Massimo di stoppate: 4 vs Utah Jazz (14 giugno 2021)
- Massimo di minuti giocati: 46 vs Denver Nuggets (17 dicembre 2014)

## Palmarès

### Squadra
- Coppa di Grecia: 1

Olympiakos: 2009-10
- Coppa di Russia: 1

Spartak San Pietroburgo: 2010-11

### Individuale
- MVP ULEB Eurocup: 1

Spartak San Pietroburgo: 2011-12
- All-ULEB Eurocup First Team: 1

Spartak San Pietroburgo: 2011-12
- NBA All-Defensive Team: 3

First Team: 2017
Second Team: 2014, 2020
- NBA Hustle Award: 1

2017